# Arenbergponny
Arenbergponnyn, även kallad Nordkirchener, är en hästras av ponnytyp som härstammar från Tyskland. Rasen är mycket ovanlig och det finns idag bara ett tjugotal ponnyer kvar av rasen. Arenbergponnyn härstammar från brittiska ponnyraser som importerades till Tyskland under mitten av 1900-talet och en gammal tysk vild ponnyras som kallas Dülmenponny. Rasen är en utmärkt ridponny för barn och är nästan alltid brun eller mörkbrun. 

## Historia
Under mitten av 1900-talet skedde många importer av ponnyer och mindre typer av hästar till Tyskland. De flesta ponnyer importerades från Storbritannien och var t.ex. Dartmoorponnyer, Exmoorponnyer, Dales, Fell eller New Forest-ponny. Ponnyerna köptes in som samlarobjekt men började snart även att användas som barnponnyer och ridponnyer. Privata uppfödare använde sig då av dessa ponnyer för att föda upp ridponnyer, dock utan någon vidare organiserad avel. 
En del av de här ponnyerna samlades in av hertigen av Arenberg år 1923 som släppte ponnyerna på lösdrift i skogen tillsammans med Dülmenponnyer, en ras av ponnyer som levde vilt i tyska skogarna i Westfalen fram tills 1200-talet, samt även Panjeponnyer, en gammal ras som existerar i hela östra Europa och som hade stor likhet med den polska Konikponnyn. De primitiva tyska och brittiska ponnyerna fick beblanda sig och para sig på egen hand. Beståndet växte till ca 80 hästar innan de såldes år 1968 till en man vid namn Orthmann i Nordkirchen. 
Orthmann valde att avla ponnyerna mer selektivt för att bevara de egenskaper som hästarna hade ärvt när de levde halvvilt i skogarna men förbättrade dem även med inblandning av Welshponnyer. Men 1980 gick Orthmann i konkurs. 1985 var rasen så hotad av utrotning att man räknade rasen som utdöd fram till 1995 då man fick ihop ett bestånd på 20 stycken ponnyer som hade avlats fram eller överlevt. Idag är rasen rödlistad och extremt hotad att dö ut. Ingen rasförening finns för rasen och åtgärder för att rädda rasen har enbart skett privat. 1999 fanns fortfarande enbart 20 Arenbergponnyer.  

## Egenskaper
Arenbergponnyn är en ganska primitiv ponny som tack vare årlig utevistelse har blivit härdad, naturligt sund och stark. De är trots detta välbyggda ponnyer som lämpar sig till ridning och som barnponnyer. De är mycket lätthanterliga och har ett lugnt och stabilt temperament. Ponnyerna är oftast bruna eller mörkbruna men kan i enstaka fall vara fuxar eller skimmel. Det är en medelstor ponny på ca 132-140 cm i mankhöjd. Huvudet är uttrycksfullt med en rak eller lätt utåtbuktande nosprofil och benen är korrekt byggda. Ryggen är kort men stark.